# Hofanlage Schnepker Straße 1
Die Hofanlage Schnepker Straße 1 in Syke, Ortsteil Schnepke, stammt von 1794.
Die Gebäudegruppe steht unter Denkmalschutz. Sie steht in der Liste der Baudenkmale in Schnepke.

## Geschichte

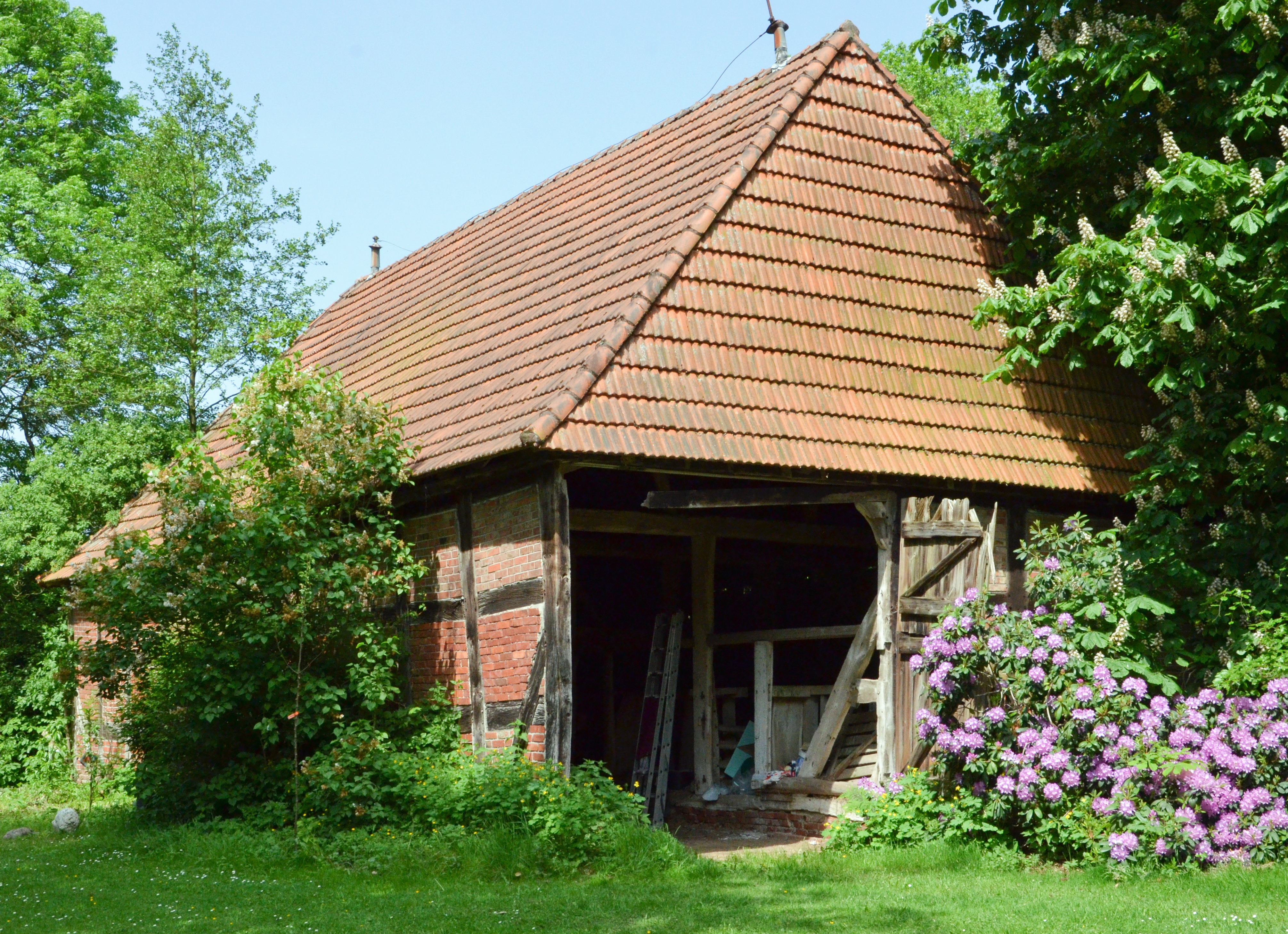
Scheune

Das Dorf Schnepke wurde urkundlich erstmals im 14. Jahrhundert erwähnt.
Die Hofanlage besteht aus
- dem eingeschossigen Wohn- und Wirtschaftsgebäude von 1794 als Hallenhaus in Fachwerk mit Rotsteinausfachungen, Krüppelwalmdach, Niedersachsengiebel mit Uhlenloch und mit den Balkeninschriften im Giebelbalken: „Dies Haus Steht in Gotteshand und der Herr Bewahr es vor Feuer und Brand und alle die gehen ein und aus las dir o Herr Befohlen sein. Hier will ich ein klein wenig wohnen bis mir Gott schenkt die Himmelskrone.  ...“ und über dem Grooten Door mit Korbbogen: „Alles was wir Menschen sind und haben das sind des höchsten Gottes Gaben – Diederich Rendiges und Margreta Anna Maas haben dieses Haus lassen bauen – Anno 1794“,
- der Scheune als Fachwerkhaus mit Walmdach,
- und weitere nicht denkmalgeschützte Gebäude.

Der Hof wurde um 2006/07 auch als Atelierhof genutzt.